# Robert de Pontigny
Pour les articles homonymes, voir Pontigny (homonymie).
Robert de Pontigny (né en France et mort le 9 octobre 1305 à Parme) est un cardinal français du XIIIe siècle. Il est issu des comtes de Tonnerre et est membre de l'ordre des cisterciens.

## Biographie
Robert est élu en 1285 comme 17e abbé de l'abbaye de Pontigny puis comme 28e abbé général de Cîteaux d’octobre 1284 au 2 janvier 1294. 
Le pape Célestin V le crée cardinal lors du consistoire du 18 septembre 1294. Le cardinal de Pontigny participe au conclave de 1294 (élection de Boniface VIII), au conclave de 1303 (élection de Benoît XI) et à celui de 1304-1305 (élection de Clément V). Il est camerlingue du Sacré Collège de 1298 à 1305.